# Paul Davidovich
Paul Davidovich (in serbo Павле Давидовић?, Pavle Davidović; Buda, 1737 – Komárno, 18 febbraio 1814) è stato un generale austro-ungarico di origine serba, al servizio prima della Monarchia asburgica e poi dell'Impero austriaco, insignito dell'Ordine militare di Maria Teresa.
Durante le guerre napoleoniche combatté dalla Campagna d'Italia della Prima coalizione fino alla Quinta coalizione. Morì mentre era comandante della fortezza di Komárno.
| Controllo di autorità | VIAF (EN) 77537668 · ISNI (EN) 0000 0000 2006 7465 · CERL cnp01145260 · GND (DE) 135725968 |